# Istočni Mostar
Istočni Mostar (in serbo Источни Мостар?; letteralmente: "Mostar Est") è un comune della Repubblica Serba di Bosnia ed Erzegovina con 280 abitanti al censimento 2013.
È stato costituito in seguito agli Accordi di Dayton e comprende parte del territorio del vecchio comune di Mostar.

## Località
Il comune è formato dall'insieme delle seguenti 3 località:
- Zijemlje (sede comunale)
- Kokorine
- Kamena